# Zentralfriedhof Friedrichsfelde
Zentralfriedhof Friedrichsfelde, også kendt som Gedenkstätte der Sozialisten er en kirkegård i bydelen Lichtenberg i Berlin, Tyskland, der rummer de fleste af de tidligere DDR-lederes gravsteder. Blandt de, der er begravet på kirkegården er Walter Ulbricht, der stod bag byggeriet af Berlinmuren og DDR's første præsident, Wilhelm Pieck. Medstifterne af Kommunistische Partei Deutschlands Karl Liebknecht og Rosa Luxemburg er også begravet på Zentralfriedhof Friedrichsfelde.